# گنادی لوشچیکوف
گنادی لوشچیکوف (روسی: Геннадий Георгиевич Лущиков , September 29, 1948-October 1, 2004؛ ۲۰ سپتامبر ۱۹۴۸ – ۱ اکتبر ۲۰۰۴) تیرانداز اهل اتحاد جماهیر شوروی سوسیالیستی بود.